# Bruce & Terry
Bruce & Terry var en musikerduo som bestod av Bruce Johnston och Terry Melcher. 
De spelade tillsammans under olika namn på 1960-talet, bland annat i surfbandet The Rip Chords. Johnston kom senare att bli medlem i The Beach Boys, medan Melcher (som var son till Doris Day och hade utgivit några singlar under namnet Terry Day) fortsatte som musikproducent. (Han producereade bland annat The Byrds och Paul Revere and the Raiders.) Melcher avled den 19 november 2004 i sviterna av cancer (malignt melanom).

## Diskografi (urval)
Album (som "Bruce & Terry")
- 1998 – The Best of Bruce & Terry (samlingsalbum)

Singlar (som "Bruce & Terry")
- 1959 – "Take This Pearl" / "I Saw Her First"
- 1964 – "Custom Machine" / "Makaha At Midnight"
- 1964 – "Summer Means Fun" / "Yeah! Yeah!"
- 1965 – "Carmen" / "I Love You, Model T"
- 1966 – "Come Love" / "Thank You Baby"
- 1967 – "Girl It's Allright Now" / "Don't Run Away"
- 1975 – "Take It To Mexico" / "Rebecca" (som "Terry Melcher & Bruce Johnston")

Album (som "The Rip Chords")
- 1964 – Three Window Coupe
- 1964 – Hey Little Cobra And Other Hot Rod Hits
- 2004 – Hot Rod Days (delvis live)

Singlar (som "The Rip Chords")
- 1963 – "Gone" / "She Thinks I Still Care"
- 1963 – "Hey Little Cobra" / "The Queen"
- 1964 – "Three Window Coupe" / "Hot Rod USA"
- 1964 – "One Piece Topless Bathing Suit" / "Wah-Wahini"
- 1965 – "Don't Be Scared" / "Bunny Hill"